# Grup semisimple
En matemàtiques, especialment en les àrees d'àlgebra abstracta i de geometria algebraica que estudia grups algebraics lineals, un grup (algebraic) semisimple és un tipus de grup de matrius que es comporta com una àlgebra de Lie semisimple o com un anell semisimple.

## Definició
Un grup algebraic lineal és anomenat semisimple si i només si el radical (resoluble) del component d'identitat és trivial.
De forma equivalent, un grup algebraic semisimple lineal no té cap subgrup abelià, normal, no-trivialment connex.

## Exemples
- Sobre un cos algebraicament tancat {\displaystyle k}, el grup lineal especial {\displaystyle SL_{n}(k)} és semisimple.

- Cada suma directa de grups algebraics simples és semisimple.